# اینس مهیا
اینِـس انریـکِـتا جولیتا مِـهیا (انگلیسی: Ynés Enriquetta Julietta Mexía؛ ۲۴ مه ۱۸۷۰ – ۱۲ ژوئیهٔ ۱۹۳۸) یک دانشمند در زمینه گیاه‌شناسی اهل ایالات متحده آمریکا بود.
شهرت او به‌واسطهٔ جمع‌آوری نمونه‌های گیاهی جدید از سرتاسر مکزیک و آمریکای جنوبی است.
وی موفق به کشف نوع جدیدی از کاسنیان شد و شاید بتوان گفت پُردستاوردترین جمع‌آوری‌کنندهٔ نمونه‌های گیاهی در دوران خود باشد.
اینِـس در واشینگتن، دی.سی. از پدری مکزیکی و مادری آمریکایی زاده شد. بیشتر دوران کودکی خود را در شهرستان لایمستون، تگزاس گذراند و تحصیلات متوسطهٔ خود را در فیلادلفیای آمریکا و انتاریوی کانادا انجام داد. سپس به دانشکده‌ای در امیتسبورگ، مریلند رفت و پس از اتمام تحصیلات به مکزیکو سیتی نقل مکان نمود و ۱۰ سال در آنجا ماند. سپس به آمریکا بازگشت و مدتی به‌عنوان مددکاری اجتماعی در سان فرانسیسکو مشغول به کار شد. اینِـس در سال ۱۹۲۱ میلادی در دانشگاه کالیفرنیا، برکلی نام‌نویسی کرد تا در رشتهٔ گیاه‌شناسی که بدان علاقه‌مند شده بود، تحصیل نماید اما هرگز موفق به دریافت مدرک در این رشته نشد. علاقهٔ او به گیاه‌شناسی در سن ۵۵ سالگی در سفری به مکزیک شروع شد و پس از آن، سالیان متمادی در کشورهای آمریکای جنوبی و مکزیک جستجو نمود و نمونه‌های جدید گیاهی را جستجو و جمع‌آوری کرد که در کل بالغ بر ۱۵۰٬۰۰۰ گونهٔ گیاهی است.
او در سن ۶۸ سالگی به‌دنبال ابتلا به سرطان ریه در برکلی، کالیفرنیا درگذشت.